# آگوست میکائلیس
آگوست میکائلیس (آلمانی: August Michaelis؛ زاده ۲۶ دسامبر ۱۸۴۷ درگذشته ۳۱ ژانویهٔ ۱۹۱۶) یک شیمی‌دان اهل آلمان بود.